# Fattore di allungamento
Un fattore di allungamento è una proteina che coopera insieme al ribosoma e facilita l'allungamento del processo di traduzione delle proteine, che parte dalla formazione del primo legame peptidico fino all'ultimo.

## Ruolo biologico
La famiglia del fattori di allungamento della traduzione è formata da diverse proteine, ognuna delle quali ha ruoli specifici nella sintesi proteica (le cosiddette funzioni canoniche), ma anche ruoli secondari in altri processi biologici (le cosiddette funzioni non canoniche o  moonlight functions). Inoltre, molti di questi fattori di allungamento sono delle proteine G (G-proteins), ovvero proteine con attività GTPasica che verificano la corretta complementarità (fitting) tra codone (codon) e anticodone (anticodon) quando l'RNA transfer (tRNA) entra nel sito A del ribosoma. Negli eucarioti hanno localizzazione cellulare citosolica, anche se alcuni di questi fattori possono essere individuati in altri compartimenti cellulari, come il nucleo, dove esercitano altre funzioni.
L'allungamento è il passaggio più rapido della sintesi proteica:
- nei procarioti si procede a una velocità da 15 a 20 amminoacidi aggiunti per secondo (circa 60 nucleotidi per secondo)
- negli eucarioti la velocità è di circa due amminoacidi al secondo.

I fattori di allungamento giocano un ruolo nel regolare gli eventi di questo processo e per garantire la precisione della traduzione a questa velocità.

## I fattori di allungamento nei procarioti
La famiglia dei fattori di allungamento, nei procarioti, è composta dalle seguenti proteine:
- eF-Tu[2][4][5] (elongation factor Tu), guida i tRNA sui ribosomi sfruttando una molecola di GTP;
- eF-Ts[2] (elongation factor Ts), proteina più abbondante nei batteri, si lega ad ogni tRNA;
- eF-G[6], in sua assenza regola lo spostamento del ribosoma lungo l' mRNA e la successiva espulsione del tRNA libero dalla catena polipeptidica.

## I fattori di allungamento negli eucarioti
La famiglia dei fattori di allungamento, negli eucarioti, è composta dalle seguenti proteine:
- famiglia EF1[7][8], che raggruppa:
  - il fattore di allungamento della traduzione 1A, o eEF1A[8] (eukaryotic translation elongation factor 1 alpha), il quale è presente in due isoforme principali: eEF1A1 e eEF1A2
  - il fattore di allungamento della traduzione 1B, o eEF1B2[8] (eukaryotic translation elongation factor 1 beta 2)
  - il fattore di allungamento della traduzione 1D, o eEF1D[8] (eukaryotic translation elongation factor 1 delta)
  - il fattore di allungamento della traduzione 1G, o eEF1G[8] (eukaryotic translation elongation factor 1 gamma)
- il fattore di allungamento della traduzione 2, o eEF2[9][1][7] (eukaryotic translation elongation factor 2)

Le proteine eEF1A, eEF1B2, eEF1D, eEF1G interagiscono tra di loro a formare un complesso macromolecolare transitorio chiamato complesso eEF1B2GD (eEF1B2GD complex). L'interazione del complesso anche con il fattore valil t-RNA sintetasi (Val-RS) va a creare il complesso macromolecolare noto come eEF1H, o EF1 (eEF1H complex).

## Interazioni biologiche
I fattori di allungamento sono anche un bersaglio per gli agenti patogeni. Corynebacterium diphtheriae produce una tossina che altera la funzione della proteina nell'ospite inattivando il fattore di allungamento EF-2.